# Borovinići (Foča, BiH)
Borovinići su naseljeno mjesto u općini Foča, Republika Srpska, BiH. Daytonskim sporazumom naselje Borovinići našlo se u dva entiteta, pa u Federaciji BiH postoje Borovinići (Foča-Ustikolina, BiH).

## Stanovništvo
| Narod     | Popis 1961. | Popis 1971. | Popis 1981. | Popis 1991. | Popis 2013. |
| --------- | ----------- | ----------- | ----------- | ----------- | ----------- |
| Hrvati    |             |             | 1           |             |             |
| Muslimani | 89          | 90          | 67          | 51          |             |
| Srbi      | 17          | 13          | 14          | 5           |             |
| ostali    | 1           | 1           | 2           |             |             |
| Ukupno    | 107         | 104         | 84          | 56          | 12          |